# ITunes Festival: London
iTunes Festival: London (с англ. — «Фестиваль iTunes: Лондон») — концертный мини-альбом Пола Маккартни, выпущенный эксклюзивно для iTunes Store 21 августа 2007 года.

## Об альбоме
На iTunes Festival: London вошли четыре трека из альбома Маккартни 2007 года Memory Almost Full, которые он исполнил 5 июля 2007 в Лондоне в Институте современного искусства как часть выступлений различных музыкантов на первом ежегодном фестивале iTunes Festival. По итогам фестиваля была издана серия мини-альбомов, в которой этот мини-альбом является четвёртым по порядку.

## Список композиций
Слова и музыка всех песен — Пол Маккартни, кроме указанных особо.
| №  | Название          | Автор(ы)                       | Длительность |
| -- | ----------------- | ------------------------------ | ------------ |
| 1. | «Coming Up»       |                                | 3:46         |
| 2. | «Only Mama Knows» |                                | 3:49         |
| 3. | «That Was Me»     |                                | 2:59         |
| 4. | «Jet»             | Пол Маккартни, Линда Маккартни | 4:22         |
| 5. | «Nod Your Head»   |                                | 2:40         |
| 6. | «House of Wax»    |                                | 5:19         |